# Dustforce
Dustforce — відеогра-платформер, розроблена і випущена студією Hitbox Team. Гра була видана в січні 2012 року для Microsoft Windows (доступно в Steam), а у травні 2012 року вийшла версія для Mac OS X.
Ігровий процес Dustforce базується на акробатичних трюках. Граючи за одного з чотирьох героїв-прибиральників, гравець намагається якомога швидше очистити рівень від бруду. Підсумки проходження оцінюються в залежності від затраченого часу, кількості прибраного сміття та безперервності проходження (гравець не повинен перервати очищення більше, ніж на кілька секунд, отримати удар від ворога, або загинути). Для відкриття нових рівнів використовується система «ключів», видатних за успішне проходження вже відкритих рівнів.

## Геймплей
Гра Dustforce є платформером, що використовує концепцію, схожу з такими іграми як Super Meat Boy, і N+, в яких швидка реакція і точність дій необхідні для проходження гри. Дія Dustforce розгортається в світі, де бруд і пил буквально «заразили» собою живих істот і предмети інтер'єру. Основна локація надає доступ до більш ніж п'ятдесяти рівнів, проте велика частина з них недоступна на момент початку гри і відкривається «ключами», що видаються за успішне проходження відкритих рівнів.

### Персонажі
Гравець може вибрати одного з чотирьох персонажів, всі вони мають подібні вміння, але відрізняються в динаміці.
Dustman
Головний герой гри, прибиральник в синьому костюмі з мітлою. Володіє добре збалансованою динамікою.
Dustgirl
Дівчина в червоному костюмі зі шваброю. В цілому володіє схожою на Dustman-а динамікою, але трохи більшою інерцією: дівчина швидше падає і має коротшу дистанцію ривка.
Dustkid
Дівчинка в пурпурному з помпонами. Володіє унікальною динамікою: може виконувати подвійний стрибок або ривок в повітрі, але кожен окремий стрибок втричі нижчий, ніж у Dustman-а. Таким чином висота потрійного стрибка повністю ідентична висоті подвійного у Dustman-а. Dustkid легше контролювати в повітрі, але відстань атаки Dustkid істотно менша,але набагато швидша, ніж у інших персонажів.
Dustworth
Старий у зеленій одежі з пилососом. Має цікаву анімацію пересування по стелі: використовує трубу пилососа, щоб «присмоктатися» до неї. Володіє дуже високим стрибком і великою відстанню атаки. Ці переваги компенсуються повільністю персонажа і труднощами контролювання в повітрі.

### Ігровий процес
На кожному рівні гравець повинен довести персонажа до кінця, використовуючи акробатичні прийоми. Персонаж автоматично вичищає поверхні — стіни, підлогу і стелю — достатньо лише торкнутися або вдарити по них мітлою. Крім того потрібно очистити заражених брудом живих істот, що мешкають на рівні. Для кожного з чотирьох «світів», на які ділиться гра, ці унікальні істоти: в лісі звірі, в лабораторії — піддослідні миші і вчені, у замку — привиди, статуї і прислуга, в місті — сміттєві баки, колеса і будівельники. Для проходження рівня необхідно лише очистити останнього ворога, що перебуває у певній точці, немає необхідності повністю вичищати весь рівень, однак нагорода безпосередньо залежить від якості роботи.
Оцінка якості проходження рівня складається з двох елементів: рівень очищення і рівень комбо. Для отримання максимального рейтингу — SS — необхідно повністю очистити рівень (включаючи всіх живих істот) і жодного разу не перервати комбо. Комбо припиняється в таких випадках: персонаж впав у прірву, напоровся на шипи і інші смертельні перешкоди, отримав удар від «зараженого» мешканця рівня, або затримав перехід від одної забрудненої ділянки до іншої більше, ніж на 5 секунд.

### Оновлення
1 травня одночасно з виходом версії гри для Mac OS X були проведені зміни системи оцінок. Раніше ключ від наступного рівня видавався тільки за проходження з рейтингом SS, тепер для отримання ключа необхідно набрати сумарно певну кількість балів, при цьому кожен нижчий рівень рейтингу (A→B→C→D) дає меншу кількість балів, ніж S. Така система дозволяє гравцям відкрити більшу кількість рівнів, оскільки не вимагає ідеального проходження, але для відкриття всіх рівнів, як і раніше потрібно пройти всі рівні з рейтингом SS.

### Редактор рівнів
Разом з весняним оновленням гравцям став доступний і редактор рівнів, а також вебсайт, на якому гравці можуть ділитися один з одним створеними рівнями і оцінювати їх. Редактор дозволяє створювати більш просунуті рівні, ніж поставляються з грою, із застосуванням скриптів, які реалізують динамічні ефекти зміни дня і ночі, додаткових фонових елементів (у тому числі анімаційних, наприклад водоспаду), телепортацію між різними ділянками рівня і так далі.

## Розробка
Спочатку гра була зроблена за допомогою конструктора Game Maker і була представлена на третьому конкурсі незалежних розробників комп'ютерних ігор, проведеному порталом IndiePub, в якому зайняла перше місце і отримала головний приз - $100000. Розробка гри зайняла два роки.
Після цього була зроблена версія з власним рушієм, для видання в Steam.